# مباراة مبنى الإقصاء

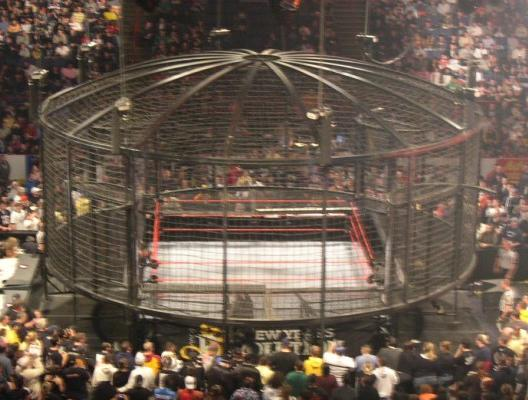
مبنى الإقصاء New Year's Revolution 2006

مباراة مبنى الإقصاء (بالإنجليزية: Elimination Chamber Match)‏ مباراة بالمصارعة الحرة تحديدًا في المصارعة العالمية الترفيهية، وستصبح كلمة Elimintaion Chamber بديلةً لاسم المهرجان No Way Out ابتداءً من فبراير 2010.

## المباراة

### القوانين
مبنى الإقصاء عباراة عن قفص كبير دائري (أشبه بالمبنى) يحيط الحلبة من كل الجهات متكونًا من السلاسل والقبضان الحديدية، وفي كل زاوية حجرة أو كبينة (4 غرف) يبقى فيها المصارعون حتى يأتي دورهم لدخول المباراة، وتشمل المباراة على 6 مصارعين يبدأ 2 اللعب مباشرة ويدخل الأربعة الباقون بترتيب عشوائي بين فترات محددة (3، 4، أو 5 دقائق)، ويتم إقصاء المصارعون بالتثبيت أو الإخضاع، آخر مصارع يضل في المباراة يعلن الفائز.

### الأنواع والاختلافات
مباراة مبنى الإقصاء الخامسة في قسم ECW كانت مختلفة -إلى حد ما- عن المباراة العادية، فكانت كل غرفة تحتوي على سلاح (من 4) فعندما تفتح الغرفة يخرج منها المصارع مع السلاح (طاولة، كرسي فولاذي، مضرب ملفوف بسلك شائك).

## تاريخ المباراة
والكثير من المباريات